# Аксиос
А́ксиос (греч. ἄξιος — «достоин») — возглашение при хиротонии (рукоположении) во диакона, иерея, епископа, хиротесии (поставлении) в свещеносца, чтеца, иподьякона; а также при интронизации Патриархов и при возложении иерархических наград.
Самым ранним упоминанием о возгласе «аксиос» является сирийский памятник III—V веков «Завещание Господа нашего Иисуса Христа» — в нём народ после хиротонии епископа трижды произносит «аксиос».

## В Православной церкви
Возглашается совершающим Таинство архиереем, а затем повторяется священнослужителями и всем клиром. Совершается при облачении новопоставляемого в священные одежды, соответствующие его сану. Клир выражает этим возгласом своё свидетельство о непорочной жизни и добром нраве поставляемого.
По толкованию Симеона Солунского:

Аксиос трижды громогласно поется и внутри, и вне алтаря, в знак того, что все веруют в благодать [быть образом Христа], подтверждают вместе с горними чинами и весьма радуются ей", «возглашается аксиос, так как он [ставленник] сделался достойным пред Богом, познан ангелами и человеками и должен вести себя достойно сего дела [священнослужения]; и поэтому сие слово: „аксиос“ он принимает как бы молитву [да будет достоин]», "[архиерей] возглашает аксиос, так как Распятый соделал его [ставленника] достойным; это торжественно поется по три раза внутри и вне [алтаря], так как все согласны с этим, и веселятся, и подтверждают действие благодати.

## В Католической церкви
В Католической церкви возглас «Dignus est», аналогичный «аксиос», произносится до совершения таинства рукоположения. Его возглашает народ, а не епископ, что является свидетельством ранее имевшего место участия народа в избрании клириков.

## Анаксиос
Церковной истории известны случаи употребления возгласа «Анаксиос» (ἀνάξιος — недостоин). Например:
- при интронизации Демофила архиепископом Константинопольским в 370 году[4]
- при снятии сана со священнослужителей (например, его произносили при снятии облачения с константинопольского патриарха Игнатия в 857 году[5])
- в униатских архиерейских служебниках в «Чине извержения из сана» содержатся многократные возглашения «Анаксиос»[6]
- при рукоположении архиепископом Тихвинским Константином (Горяновым) иеродиакона Игнатия (Тарасова) во иеромонаха в храме Санкт-Петербургской Духовной Академии 23 апреля 2000 года в Вербное воскресенье[7][8]
- во время первой службы митрополита Анастасия (Меткина) в Спасо-Вознесенском кафедральном соборе г. Ульяновска 20 июля 2015 года[9][10][11].